# Euphorbia alatavica
Euphorbia alatavica — вид рослин із родини молочайних (Euphorbiaceae), поширений у центральній Азії.

## Опис
Це багаторічна трава (8)20–50 см заввишки. Кореневище дерев'янисте, товщиною 4–8 мм. Стебла багато від основи, товщиною ≈ 3 мм, верхні частини нероздільні, часто червонуваті, часто біло волосисті. Листки без прилистків, сидячі, чергові, ширші до верхівки; яйцеподібно-еліптичні, (1)2–3(3.5) × 0.8–1 см, ± війчаті, основа округла, край дрібно пилчастий, верхівка загострена. Суцвіття — кінцевий несправжній зонтик, іноді з додатковими щитками з верхніх пазух. Квіти жовті. Квітне у червні — серпні. Коробочка куляста, 2.5–3.5 × 3.5–4.5 мм, рідко горбкувата, гола. Насіння яйцювато-кулясте, 1.5–2 мм, блискуче темно-коричневе.

## Поширення
Поширений у таких країнах і територіях: Казахстан, Киргизстан, Таджикистан, Сіньцзян. Населяє степи й розсіяні ліси в горах.